# Kingdom Hearts 3D: Dream Drop Distance
Kingdom Hearts 3D: Dream Drop Distance (яп. キングダム ハーツ 3D [ドリーム ドロップ ディスタンス] кингудаму ха:цу сури: ди: дори:му дороппу дисутансу) — игра в жанре экшн-РПГ, разработанная Square Enix эксклюзивно для портативной игровой консоли Nintendo 3DS. Она была анонсирована на E3 2010. Над ней работала та же команда разработчиков, которая разрабатывала Kingdom Hearts Birth by Sleep. Игра является седьмой по счёту в серии игр Kingdom Hearts.
Действие сюжета происходит после событий Kingdom Hearts coded и служит предысторией к Kingdom Hearts III. Главные герои в данной игре — Сора (яп. ソラ, англ. Sora) и Рику (яп. リク, англ. Riku). Сюжет повествует о том, как Сора и Рику сдают экзамен на звание Мастера Ключ-Клинка (яп. キーブレード マスター ки:бурэ:до масута:, англ. Keyblade Master), находясь в Реальности Сна, и готовятся к решающему сражению с Мастером Ксеханортом, главным злодеем. Впервые в серии появляются Пожиратели снов (яп. ドリームイーター дори:му и:та, англ. Dream Eater) — враждебные монстры, некоторых из которых игрок может приручать и заставлять сражаться на своей стороне.

## Игровой процесс
Как и предыдущие игры серии, Kingdom Hearts 3D: Dream Drop Distance является экшн-РПГ. Игрок управляет Сорой или Рику. Переключение между двумя персонажами осуществляется следующим образом: существует шкала «Падения» (англ. Drop), которая со временем пустеет. Когда шкала полностью пустеет, управление переключается на другого персонажа. Шкалу можно заполнять, используя специальные предметы. Кроме того, игрок может поменять персонажа вручную, находясь вне боя. Когда игрок побеждает противников, он собирает «очки Падения» (англ. Drop Points), которые можно тратить на различные бонусы при переключении персонажей. Боевая система в основном такая же, как в Birth by Sleep: игрок выбирает несколько способностей, которые будут в меню, а затем, выбирая эти способности в меню, использует их в битвах. Тем не менее, нововведения также присутствуют, к примеру, «Непрерывное движение» (англ. Flowmotion), позволяющее отталкиваться от стен, крутиться на столбах и скользить по трубам. Во время использования «Непрерывного движения» можно использовать специальные удары. Появилась функция «Смены реальности» (англ. Reality Shift) — её игрок может использовать на некоторых объектах или ослабленных противниках. После её активации для её срабатывания нужно пройти небольшую мини-игру, которая в каждом мире — своя. Игра совместима с Circle Pad Pro, дополнительным аналоговым стиком, который можно подключить к Nintendo 3DS. Здесь он служит для управления камерой.
Одно из наиболее значимых нововведений в Dream Drop Distance — это возможность приручать монстров и заставлять их сражаться на своей стороне. Пожиратели снов являются основными противниками в игре, но существует подвид Пожирателей снов, именуемый «Духами». Духов можно создавать из «Осколков снов», зачастую добавляется предмет или заклинание. Чем больше Осколков снов было использовано в синтезе, тем сильнее получается Дух. Каждого персонажа может сопровождать по три духа, из которых два активны и сражаются, но их можно заменить в любой момент времени. Пока они бьют противников, заполняется шкала связи между ними и персонажем. Если шкала заполнена во время игры за Сору, то он использует особую атаку, задействующую Духа, а если во время игры за Рику, то он временно сливается с Духом, тем самым становясь сильнее и приобретая новые способности. Игроки могут играть с Духами, используя специальные карточки с изображённым на них QR-кодом для дополненной реальности, входящие в комплект игры.
При прохождении игры за Сору или Рику сюжет игры немного отличается. Чтобы перемещаться между мирами,
персонаж должен пройти уровень, где он падает по туннелю и, чтобы его пройти, должен выполнить задание: набрать нужное количество очков, победить врагов за отведённое время или уничтожить босса. В данном режиме Сора и Рику могут атаковать противников, замедлять своё движение или уворачиваться от атак. Можно также подбирать заклинания, которые можно использовать в данном режиме. Если игрок проваливает цель или у персонажа заканчиваются очки жизни, то приходится переигрывать уровень заново.

## Сюжет

### Игровая вселенная
События Dream Drop Distance начинаются вскоре после окончания событий секретной концовки Kingdom Hearts Re:coded. Всего в игре есть семь миров, большинство из которых находятся в Реальности сна. Все миры, основанные на диснеевских фильмах, не появлялись в предыдущих играх серии: Город колоколов (яп. ラ・シテ・デ・クローシュ ра ситэ дэ куро:сю, англ. La Cité des Cloches), основанный на мультфильме «Горбун из Нотр-Дама», Сеть (яп. ザー・グリッド дза: гуриддо, англ. The Grid) из фильма «Трон: Наследие», Остров удовольствий (яп. プランクスターズ・パラダイス пуранкусута:су парадайсу, англ. Prankster's Paradise) из «Пиноккио», Страна мушкетёров (яп. カントリー・オブ・ザ・マスケティア кантори обу дза мусукэтиа, англ. Country of the Musketeers) из полнометражного мультфильма «Три мушкетёра: Микки, Дональд и Гуфи», и Волшебная Симфония (яп. シンフォニー・オブ・ソーサリー симфони: обу со:сари:, англ. Symphony of Sorcery) из «Фантазии». Из оригинальных миров есть Перекрёстный Город (яп. トラヴァースタウン торава:су таун, англ. Traverse Town), Мир, которого никогда не было (яп. 存在しなかった世界 сондзай синакатта сэкай, англ. The World That Never Was), кроме того, только в роликах появляются Сумеречный Город (яп. トワイライトタウン товаирайто таун, англ. Twilight Town), Острова Судьбы (яп. デスティニーアイランド дэсутини: айрандо, англ. Destiny Islands), Лучезарный Сад (яп. レイディアントガーデン Рэйдианто Га:дэн, англ. Radiant Garden), Загадочная Башня (яп. 不思議な塔 фусигина то:, Mystery Tower) и Замок Дисней (яп. ディズニーキャッスル дидзуни: кяссуру, англ. Disney Castle).

### Персонажи
Главными героями являются Сора и Рику. Они проходят экзамен на звание Мастера Ключ-Клинка в Реальности сна. Злодеем служит молодой Ксеханорт (яп. ゼアノート Дзэано:то, англ. Xehanort), впервые появившийся в Kingdom Hearts Birth by Sleep в качестве секретного босса, а также два его возродившихся воплощения Ансем Искатель Тьмы (яп. 闇の探求者 アンセム ями но танкю:ся ансэму, Ansem, Seeker of Darkness) и Ксемнас (яп. ゼムナス Дзэмунасу, англ. Xemnas). Некоторые бывшие члены Организации XIII, вновь ставшие людьми, играют роль в сюжете, в частности, Леа, бывший когда-то Акселем.
Как и в остальных играх серии, здесь появляются диснеевские персонажи. Важен в сюжете Микки Маус, являющийся королём Замка Дисней, однако, кроме того, он появляется ещё в двух воплощениях в Реальности сна: в качестве мушкетёра из мультфильма «Три мушкетёра: Микки, Дональд и Гуфи» и ученика чародея Йена Сида из «Фантазии», аналогично можно встретить и Дональда и Гуфи. Малефисента и Пит возвращаются в качестве злодеев. Из серии Final Fantasy можно встретить только муглов, однако впервые в серии есть персонажи не из Final Fantasy или диснеевских мультфильмов. Это персонажи из игры The World Ends with You: Нэку Сакураба, Сики Мисаки, Джошуа, Бит и Рифма, дизайном которых также, как и персонажей Kingdom Hearts, занимался Тэцуя Номура.
В качестве противников, подобно Бессердечным (яп. ハートレス ха:торэсу, англ. Heartless), Несуществующим (яп. ノーバディ но:бади, англ. Nobody) и Неведающим (яп. アンヴァース анва:су, англ. Unversed) из других игр серии, в данной игре выступают Пожиратели снов. Существуют два типа Пожирателей снов: «Духи» — добрые Пожиратели снов, которые создают хорошие сны, и «Кошмары» — злые Пожиратели снов, питающиеся хорошими снами и распространяющие ночные кошмары.

### История
Сора и Рику, узнав о судьбе Вентуса (яп. ヴェントゥス Вэнтусу, англ. Ventus), Аквы (яп. アクア Акуа, англ. Aqua) и Терры (яп. テラ Тэра, англ. Terra) из письма Короля Микки, решают отправиться в путешествие, чтобы их спасти. Йен Сид решает, что Сора и Рику должны подготовиться к возвращению Мастера Ксеханорта, и говорит им сдать экзамен на звание Мастера Ключ-Клинка. Йен Сид посылает двух героев в Реальность сна, где находятся миры, когда-то уничтоженные Бессердечными, но впоследствии восстановленные и находящиеся в «спящем» состоянии, и даёт им задание разбудить спящие миры. Спящие миры наводнили Кошмары, поэтому он советует героям пользоваться помощью Духов.
Сора и Рику оказываются в различных местах Перекрёстного города, первого мира, находящегося во сне. Оказавшись там, оба обнаруживают, что стали младше и что у них поменялась одежда. Сора и Рику встречают загадочного молодого человека, которого сопровождают Ксемнас и Ансем, соответственно. Трое злодеев дают предупреждения Соре и Рику и пытаются сыграть на их слабостях, однако они продолжают путешествие по Реальности сна, несмотря на это. Открыв семь Скважин Сна в различных мирах, Сора и Рику пытаются вернуться в Реальность света, но оказываются в Мире, которого никогда не было, бывшей штаб-квартире Организации XIII. Сора снова сталкивается с молодым человеком, который говорит, что он — молодой Мастер Ксеханорт, пришедший из прошлого, а затем узнаёт истинное назначение Организации XIII: каждый из её членов должен хранить в себе осколок сердца Ксеханорта, таким образом, превратив себя в его клона. Сора сражается с Ксемнасом, но его поглощает тьма, хотя сердце Вентуса внутри Соры покрывает бронёй его тело, чтобы защитить его. Тем временем Ансем встречает Рику и открывает ему правду: всё то время Рику путешествовал по снам Соры, подобно Пожирателю снов. Рику побеждает Ансема, а затем попадает в истинный Мир, которого никогда не было.
Рику отправляется в замок Организации XIII, а Король Микки, узнав, что Ксеханорт что-то замышляет, идёт вместе с Рику. Объявляется старый Мастер Ксеханорт, и объявляет, что он создаёт новую Организацию XIII, состоящую из него самого, его воплощений из других времён и носителей его сердца. Мастер Ксеханорт планирует натравить тринадцать «искателей тьмы» на семь «стражей света», чтобы снова предпринять попытку создать χ-клинок. Мастер Ксеханорт пытается вселиться в спящего Сору, но его спасает Леа, возродившийся к качестве обычного человека Аксель, член первой Организации. Ксеханорт и члены Организации возвращаются в свои времена, обещая, что, когда придёт время, они сразятся.
Рику возвращает спящего Сору в Загадочную Башню, к Йену Сиду, а затем проникает в подсознание Соры и освобождает его из брони Вентуса, одержимой Кошмаром. Затем Рику попадает в виртуальную копию Островов Судьбы, где встречается с цифровой копией Ансема Мудрого. Ансем даёт Рику данные, которые он записал в сердце Соры, чтобы помочь им спасти тех, кто связан с сердцем Соры. Вернувшись в Реальность света, Рику объявлен Йеном Сидом Мастером Ключ-Клинка, а Сора — нет. Не расстроившись из-за своего фиаско, Сора возвращается в Реальность сна и благодарит Духов.
В секретной концовке игры Йен Сид и Король Микки обсуждают план Ксеханорта. Йен Сид решает, что нужно собрать семь обладателей Ключ-Клинков, чтобы противостоять новой Организации XIII и защитить Принцесс Сердца, чтобы предотвратить создание χ-клинка. Йен Сид просит Рику привести к нему Каири, чтобы обучить её владеть Ключ-Клинком.

## История разработки
Kingdom Hearts 3D: Dream Drop Distance делана той же командой разработчиков, что отвечала за Kingdom Hearts Birth by Sleep, сейчас это команда стала частью первого производственного отдела Square Enix. Так как среди разработчиков были те, кто участвовал в создании The World Ends with You, было решено добавить в игровую вселенную персонажей из этой игры, а не из Final Fantasy. Решение сделать игру именно для Nintendo 3DS было принято, когда команда осмотрела эту консоль, и она оставила у её членов положительные впечатления. Возможности данной консоли натолкнули Номуру на мысль, что лучше сделать перемещение персонажей между мирами без транспорта — так зародилась концепция Режима Погружения, а «Непрерывное движение» было придумано ещё до того, как была выбрана консоль. Заглавие игры отсылает к различным темам игры: «Dream» (с англ. — «Сон») является отсылкой к сюжету, а «Drop» (с англ. — «Падение») — к игровому процессу. Хотя Тэцуя Номура, создатель серии, признал, что заголовок оставлен без учёта английской грамматики, было решено оставить подзаголовок. Процесс разработки длился меньше времени, чем у предыдущих игр серии, однако один из руководителей разработки Тай Ясуэ, высказал мнение, что в итоге игра получилась похожей на Kingdom Hearts II и Birth by Sleep, но лучше.
Одной из целей команды было сделать игровой процесс более динамичным, чем в прошлых Kingdom Hearts. Номура отметил, что некоторые идеи для игрового процесса Final Fantasy Versus XIII были задействованы в данной игре. Dream Drop Distance также призвана показать игрокам, какой будет Kingdom Hearts III. Миры были включены в игру в основном по просьбам фанатов. Возможность менять игрового персонажа была противопоставлена сюжетной линии каждого героя в Birth by Sleep, а также объясняет слово «Distance» (с англ. — «Расстояние») в заголовке, подразумевая, что Сора и Рику не взаимодействуют по сюжету. Изначально планировалось, что в игре противниками будут Бессердечные и Несуществующие, однако всё же было решено создать новых монстров, Пожирателей снов. Игра Nintendogs + Cats натолкнула Номуру на мысль, что можно было бы превращать Пожирателей снов в своих союзников и заставлять их сражаться с Пожирателями снов других игроков.
С выходом Kingdom Hearts Re:coded было объявлено, что Dream Drop Distance будет посвящена экзамену Соры и Рику на звание Мастера Ключ-Клинка. Заголовок Kingdom Hearts: Birth by Sleep навёл разработчиков на мысль, что Сора будет путешествовать по снам: именно события Birth by Sleep привели к сюжетным событиям Dream Drop Distance. Сора и Рику были выбраны в качестве играбельных персонажей, чтобы представлять «светлую и тёмную сторону сердца» соответственно, кроме того, Рику достаточно популярен в Японии. Номура говорил, что основная тема сюжета — доверие, и, что, как и Birth by Sleep, сюжет данной игры важен, как сюжет номерной. Было решено, при попадании в Реальность сна что возраст Соры и Рику уменьшится до того, что был в первой игре, однако, чтобы избежать мнений, что Dream Drop Distance — ремейк первой игры, Номура изменил их дизайн. Несмотря на то, что у игры два главных героя, больше внимания было уделено развитию характера Рику. Когда началась разработка, команда решила сделать сюжет настолько сложным, насколько это вообще возможно, поэтому были включены ролики, которые игрок может посмотреть, когда захочет. Чтобы сделать игру более доступной для незнакомых с серией людей, сценарист Масару Ока добавил «Хроники», пересказывающие события предыдущих игр. Как и в предыдущих играх, разработчики поместили в игру секретную концовку, связывающую Dream Drop Distance с Kingdom Hearts III, по утверждению Номуры, она получилась необычной для серии.

## Продвижение и выпуск
Kingdom Hearts 3D: Dream Drop Distance была анонсирована на игровой выставке E3 в 2010 году под названием «Kingdom Hearts 3D» для Nintendo 3DS. Впервые полное название проекта было объявлено 18 января 2011 года на специальном мероприятии, организованном Square Enix; также был продемонстрирован первый трейлер. В июле 2011 года стала доступна демоверсия, где были показаны Пожиратели снов. 3 марта 2012 года была проведена презентация игры, приуроченная к десятилетию серии. В январе 2012 года стала известна точная дата выхода игры в Японии, кроме того, было объявлено, что игра выйдет и на Западе. Вскоре после выхода игры Square Enix заявила, что в игре обнаружен баг, который теоретически мог помешать прохождению. Чтобы решить эту проблему, представители издательства посоветовали игрокам связаться со службой поддержки, если возникнут трудности. Nintendo позже выпустила патч для игры, исправляющий эту проблему. В мае 2012 года в Японии демоверсия стала доступной для загрузки из Nintendo eShop

## Музыкальное сопровождение
За музыку Kingdom Hearts 3D: Dream Drop Distance отвечали три композитора: Ёко Симомура, Такэхару Исимото и Цуёси Сэкито. Среди музыкальных тем присутствуют темы из The World Ends with You, которые сочинил Исимото, а впоследствии аранжировал их для Dream Drop Distance. Пианист Каору Вада занимался музыкальными темами, которые исполняет оркестр. Саундтрек к игре под названием Kingdom Hearts Dream Drop Distance Original Soundtrack вышел 18 апреля 2012 года.

## Версии и сопутствующие товары
Kingdom Hearts 3D: Dream Drop Distance была также издана в составе бандла «Kingdom Hearts 10th Anniversary Box», в который также вошли Kingdom Hearts 358/2 Days и Kingdom Hearts Re:coded. Цена составила 15 000 иен. Тэцуя Номура утверждал, что к данной игре не будет выпущена улучшенная версия Final Mix, как это было с Kingdom Hearts, Kingdom Hearts II и Birth by Sleep. В Америке вышло ограниченное издание игры, «Mark of Mastery», куда также вошли двадцать иллюстраций, карточки для дополненной реальности, позволяющие открыть новых Пожирателей снов, и футляр для Nintendo 3DS. Срок между выходом игры в Японии и западной локализацией был самым коротким для серии, однако, в отличие от Kingdom Hearts, Kingdom Hearts II и Birth by Sleep, западная версия Dream Drop Distance не отличается в плане контента от японской. Карточки были включены в ограниченное издание, чтобы западные игроки могли воспользоваться теми бонусами, что доступны только в Японии.
Как и по другим играм серии, в мае 2012 года Square Enix издала книгу из серии Ultimania по Dream Drop Distance, где содержалась дополнительная информация по сюжету, игровому процессу и истории разработки. По мотивам игры вышла ранобэ за авторством Томоко Канэмаки, а иллюстрации рисовал Сиро Амано. 28 июня 2012 года вышла первая книга «Side Sora», а вторая книга, опубликована 27 сентября того же года.

## Отзывы и популярность
| Сводный рейтинг       | Сводный рейтинг |
| Агрегатор             | Оценка          |
| --------------------- | --------------- |
| GameRankings          | 78,70 %         |
| Metacritic            | 75/100          |
| Иноязычные издания    |                 |
| Издание               | Оценка          |
| 1UP.com               | C+              |
| Famitsu               | 38/40           |
| G4                    | 4,5/5           |
| Game Informer         | 8,25/10         |
| GameSpot              | 7,0/10          |
| GameTrailers          | 8,2/10          |
| IGN                   | 8,5/10          |
| Nintendo Power        | 8,0/10          |
| Русскоязычные издания |                 |
| Издание               | Оценка          |
| «Игромания»           | 7,5/10          |
| «Страна игр»          | 8,5/10          |

Kingdom Hearts 3D: Dream Drop Distance получила в основном положительные отзывы, и её средний балл составляет 78,70 % на GameRankings и 75/100 на Metacritic. На выставке Tokyo Game Show, где была доступна демонстрационная версия игры, игра получила награду «Лучшая ролевая игра для 3DS» от сайта RPGLand, при этом он удостоил похвал битвы с боссами. RPG Site также одобрительно высказался о демонстрационной версии. В октябре 2011 года игра попала в рейтинг самых ожидаемых игр по версии японского журнала Famitsu. Журнал Official Nintendo Magazine поставил её на восьмое место в списке игр 2012 года. Судя по опросу IGN, она была самой ожидаемой игрой для Nintendo 3DS лета 2012 года. Она также получила награду «самой ценной игры» от журнала Nintendo Power.
В своём обзоре четыре журналиста Famitsu дали Dream Drop Distance 10/9/10/9, а суммарный балл составил 38/40. Таким образом, на момент выхода игры журнал оценил её лучше всех игр серии после Kingdom Hearts II. За первую неделю после выхода было продано 213 579 копий, кроме того, с выходом игры резко повысились продажи Nintendo 3DS. Хотя количество предзаказов превзошло то, что было у Kingdom Hearts 358/2 Days для Nintendo DS, продажи за первую неделю были ниже. Media Create утверждает, что продажи меньше по причине того, что 3DS не так хорошо разошлась, как DS на момент выхода 358/2 Days. К маю 2012 года было продано 311 688 картриджей. В Северной Америке было в течение августа 2012 года было продано 200 000 копий, из них 20,000 принадлежали к ограниченному изданию «Mark of Mastery».
Game Informer похвалил нововведения в игровом процессе и сюжет, похожее мнение высказал и IGN, но критик счёл, что сюжет иногда кажется скучным. 1UP.com утверждает, что чрезмерная сложность сюжета не идёт игре на пользу, и что начиная с Kingdom Hearts II серия стала однообразной и потеряла своё очарование, впрочем, одобрив динамичную боевую систему. GameSpot счёл сюжет «ужасно запутанным» и в минус игре поставил «раздражающие» битвы с боссами, неудобное управление и малое количество побочных квестов, однако похвалил графику, хорошо передавшую атмосферу диснеевских миров, красивый саундтрек и наполненный экшеном игровой процесс. «Игромания» отрицательно высказалась о том, что без знания сюжета предыдущих шести игр серии невозможно ничего понять в истории, однако отметила большое количество нововведений, по мнению автора рецензии, даже слишком большое. Обозреватель высказал свою точку зрения, что в данной игре один их лучших стереоскопических эффектов всех времён, «отличный и разнообразный саундтрек», однако в игру стоит играть только с Circle Pad Pro, поскольку управление камерой очень неудобное.